# توماس ريان (موسيقي)
توماس ريان (بالإنجليزية: Thomas Ryan)‏ هو موسيقي أمريكي، ولد في 1827، وتوفي في 5 مارس 1903.